# بيمنتة
بِيمَنْت أو بِيمُنتة (بالإيطالية: Piemonte؛ وبالبيمنتية: Piemont) أحد أقاليم إيطاليا العشرين. تبلغ مساحة الإقليم 25,402 كم² وتعداد سكانه حوالي 4.4 مليون نسمة. عاصمته تورين، واللغة الرئيسية المحلية هي اللغة البيمنتية. تستخدم القسطانية أيضًا من قبل أقلية في الوديان القسطانية في مقاطعتي كونية وتورين. تستخدم أيضًا البروفنسالية الفرنسية من قبل أقلية أخرى في مرتفعات جبال الألب في مقاطعة تورين. يأتي الاسم بِيمُنتة من اللاتينية القروسطية أو بيديمونتيوم أو بيديمونتيس وتعني عند سفح الجبال (في وثائق مصدقة من نهاية القرن الثالث عشر.) 

## التاريخ

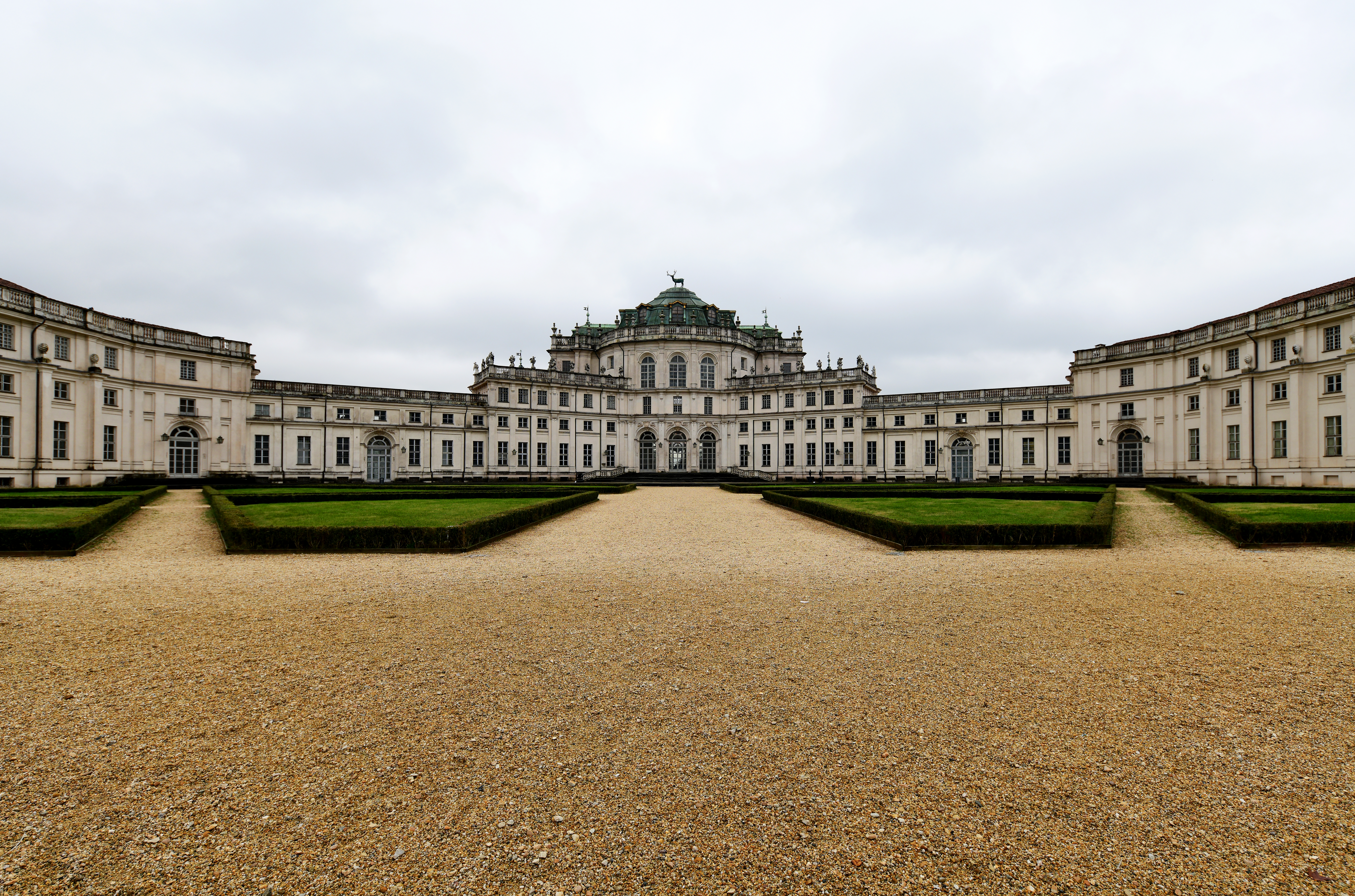
بالاتسينا دي كاكشيا في ستوبينيجي في نيكيلينو، من مواقع التراث العالمي لليونسكو.

سكن بِيمُنتة في الأزمنة التاريخية القلط والليغوريون مثل شعبي تاوريني وسالاسي. خضع هؤلاء للرومان (تقريباً 220 قبل الميلاد) الذين أسسوا عدة مستعمرات في الإقليم بما فيها أوغوستا تاورينوروم (تورين) وإبوريديا (إيفريا). بعد سقوط الإمبراطورية الرومانية الغربية، غزا المنطقة كل من البرغنديين والقوط (القرن الخامس الميلادي) والبيزنطيين واللومبارديين (القرن السادس) والفرنجة (773م). في القرنين التاسع والعاشر كانت هناك عمليات توغل من طرف المجريين والمسلمين. كانت بِيمُنتة حينها جزءًا من مملكة إيطاليا ضمن الإمبراطورية الرومانية المقدسة وقسمت إلى عدة مقاطعات.

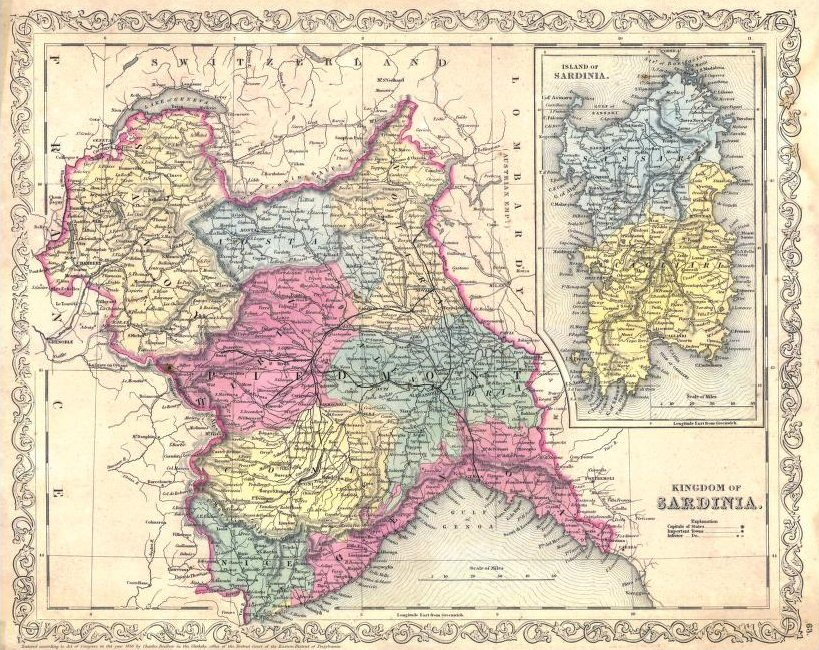
مملكة سردينيا بِيمُنتة في عام 1856

في 1046، ضم أودو من سافوا بِيمُنتة إلى أراضيه الرئيسية في سافوا التي كانت عاصمتها شامبيري (الآن في فرنسا). ظلت مناطق قوية أخرى مستقلة مثل بلديتي أستي وألساندريا ومركيزيتي سالوتسو ومونفيرات. رقيت مقاطعة سافوا إلى دوقية عام 1416 وانتقل الدوق إيمانويلي فيليبرتو بلاطه إلى تورين في 1563. في 1720، أصبح دوق سافوا ملك سردينيا وأسس ما أصبح لاحقاً مملكة سردينيا بِيمُنتة، مما رفع من شأن تورين كعاصمة أوروبية.
تشكلت جمهورية ألبا في عام 1796 كجمهورية عميلة للفرنسيين في بِيمُنتة قبل ضم المنطقة إلى فرنسا في 1801. في يونيو 1802 تم تأسيس جمهورية عميلة جديدة هي الجمهورية دون الألبية في بِيمُنتة وضمت في سبتمبر مجددًا إلى فرنسا. عادت مملكة سردينيا بِيمُنتة للحياة في مؤتمر فيينا وعلاوة على ذلك تلقت جمهورية جنوى لتعزيزها بوصفها حاجزًا ضد فرنسا.
كانت بِيمُنتة نقطة الانطلاق لتوحيد إيطاليا في 1859-1861، في أعقاب حروب سابقة غير ناجحة ضد الإمبراطورية النمساوية في 1820-1821 و 1848-1849. رغم ذلك تناقضت الجهود التي بذلتها المملكة في وقت لاحق مع جهود المزارعين في المناطق الريفية. أصبح آل سافوا ملوكًا على إيطاليا وكانت تورين لفترة وجيزة عاصمة إيطاليا. إلا أن إضافة الأراضي إلى المملكة قلل من أهمية بِيمُنتة وانتقلت العاصمة إلى فلورنسا ومن ثم إلى روما. كانت إحدى آخر المحاولات لإظهار أهمية بِيمُنتة التاريخية في تلقيب ولي عهد إيطاليا بأمير بِيمُنتة.

## الجغرافيا
تحاط بِيمُنتة بجبال الألب من ثلاث جهات بما في ذلك مونفيزو حيث يرتفع نهر بو ومونتي روزا. تحدها فرنسا وسويسرا والأقاليم الإيطالية لومبارديا ولِغُرية ووادي أغشت وجزء صغير جدًا من إميليا رومانيا. جغرافيا بِيمُنتة 43.3% جبلية مع مساحات واسعة من التلال (30.3%) والسهول (26.4%). بِيمُنتة هي ثاني أكبر إقليم بين أقاليم إيطاليا العشرين بعد صقلية. تجاور الجزء العلوي من حوض تصريف نهر بو على نطاق واسع والذي يرتفع من منحدرات مونفيزو في غرب الإقليم كما أنه أكبر نهر في إيطاليا. يجمع بو كل المياه القادمة من قوس من الجبال (جبال الألب والأبينيني) التي تحيط بالإقليم من ثلاث جهات. تنحدر الأرض من أعلى القمم الجبلية وصولًا إلى التلال (وليس دائمًا حيث يوجد أحيانًا تحول فظ من الجبال إلى السهول) ومن ثم إلى الأعلى ومن ثم تنخفض في سهل بادان الكبير. تتميز الحدود بين الأولى والثانية بالينابيع النمطية ببيانورا بادانا والتي تزود الأنهار والشبكة الكثيفة من قنوات الري بالمياه العذبة. هكذا يتنوع المشهد الريفي بين القمم الوعرة لسلاسل مونتي روزا وغران باراديسو (حديقة وطنية) إلى حقول الأرز الرطبة في فرتشيليزي ونوفاريزي ومن سفوح التلال المنبسطة في لانغي ومونفيراتو إلى السهول. النسبة المئوية للأراضي التي تعتبر من المناطق المحمية هي 7.6%. هناك 56 حديقة وطنية أو إقليمية. إحدى هذه الحدائق هي حديقة غران باراديسو الوطنية (الفردوس الكبير).

## الحكومة والإدارة
في الانتخابات الوطنية الإيطالية في أبريل 2008، أعطى 46.8% من سكان بِيمُنتة أصواتهم لتحالف يمين الوسط بقيادة سيلفيو برلسكوني.
يرأس الحكومة الإقليمية (جونتا ريجيونالي) رئيس الإقليم (بريزيدنتي ديلا ريجيوني) والذي ينتخب لمدة خمس سنوات وتتكون من الرئيس والوزراء وهم 14 حاليًا، بما في ذلك نائب الرئيس (فيتشي بريزيدنتي). في الانتخابات الإقليمية الأخيرة التي جرت في 29-30 مارس 2010، فاز روبرتو كوتا (ليجا نورد) على مرتشيدس بريسو من (الحزب الديموقراطي).

### التقسيمات الإدارية

مقاطعات بِيمُنتة.

يتكون بِيمُنتة من ثمانية مقاطعات وهي:
| المقاطعة                   | المساحة (كم²) | تعداد السكان | الكثافة (/كم²) |
| -------------------------- | ------------- | ------------ | -------------- |
| مقاطعة ألساندريا           | 3,560         | 438,062      | 123.1          |
| مقاطعة أستي                | 1,504         | 219,629      | 146.0          |
| مقاطعة بييلا               | 913           | 187,090      | 204.9          |
| مقاطعة كونية               | 6,903         | 584,467      | 84.7           |
| مقاطعة نُفارة               | 1,339         | 365,156      | 272.7          |
| مقاطعة تورين               | 6,821         | 2,288,614    | 335.5          |
| مقاطعة فربانو كوزيو أوسولا | 2,255         | 162,618      | 72.1           |
| مقاطعة فرشِلة               | 2,088         | 179,164      | 85.8           |

## الاقتصاد

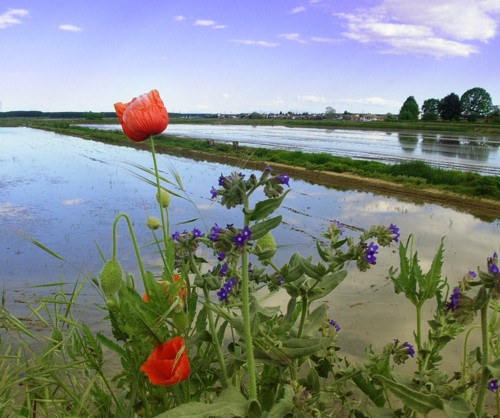
حقول الأرز بين نوفارا وفرشيلي.

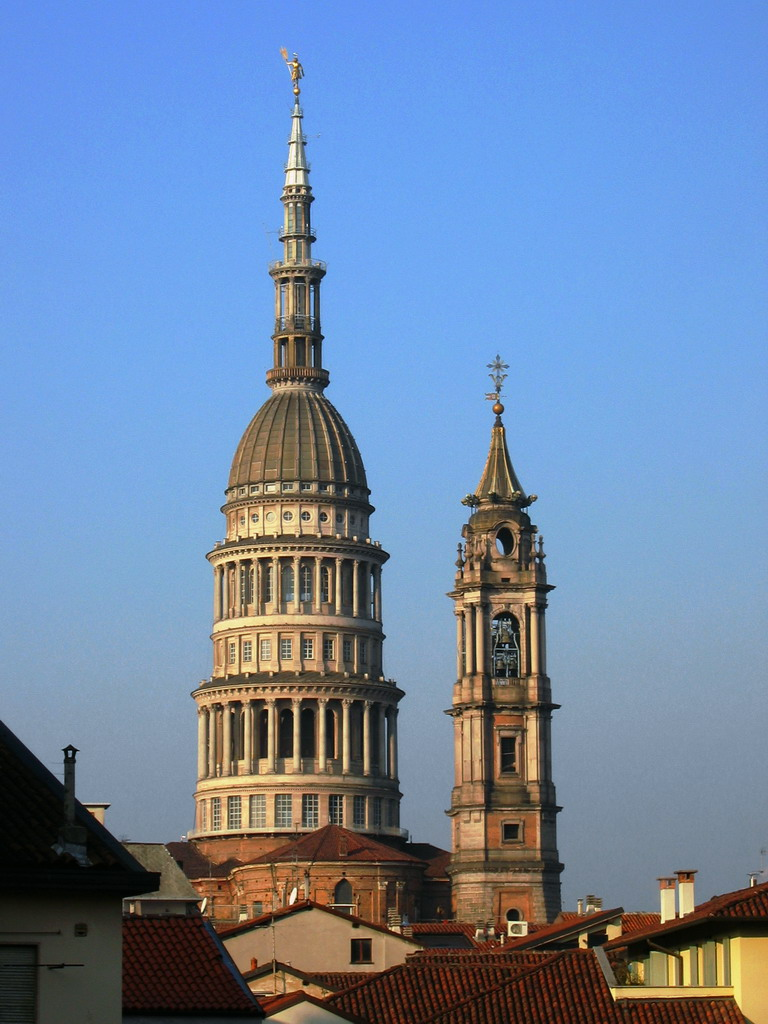
كنيسة سان غاودينزيو.

الأراضي المنخفضة في بِيمُنتة زراعية خصبة. المنتجات الزراعية الرئيسية هي الحبوب بما في ذلك الأرز وهو ما يمثل أكثر من 10% من الإنتاج الوطني والذرة والعنب لصنع النبيذ والفاكهة والحليب. يشكل الإنتاج الحيواني مع أكثر من 800,000 رأس من الماشية في عام 2000 نصف الإنتاج الزراعي النهائي في بِيمُنتة. الإقليم هو أحد أكبر مناطق صنع النبيذ في إيطاليا. يسجل أكثر من نصف 700 كم2 من الكروم بتسميات الرقابة على تسمية المنشأ. تنتج نبيذًا مرموقًا مثل بارولو وبارباريسكو من لانغي بالقرب من ألبا وموسكاتو داستي (فضلًا عن أستي الفوار) من الكروم حول أستي. أصناف العنب الأصلية تشمل نبيولو وباربيرا ودولتشيتو وفريسا وغرينيولينو وبراشيتو.
تضم المنطقة المراكز الصناعية الكبرى والتي أهمها تورين وهي موطن شركة فيات لصناعة السيارات. تحولت شركة أوليفيتي التي كانت واحدة من كبريات الشركات في صناعة الالكترونيات في سكارمانيو بالقرب من ايفريا إلى شركة خدمات حاسوبية صغيرة. تنتج بييلا الأنسجة والحرير. أما بلدية أستي حوالي 55 كم إلى الشرق من مدينة تورين في سهل نهر تنارو ومونفيراتو تعد إحدى أفضل مناطق صنع النبيذ الإيطالي في العالم. ألبا هي مقر مصنع فيريرو للشوكولاته وبعض الصناعات الميكانيكية. هناك روابط مع فرنسا المجاورة عبر أنفاق فريوس وكولي دي تندا وممر مونت جينيفر ومع سويسرا عبر ممري سيمبلون وسانت برنارد الكبير. يمكن الوصول إلى سويسرا عبر الطريق العادية التي تعبر بِيمُنتة الشرقية بدءًا من أرونا إلى لوكارنو على الحدود مع إيطاليا. يخدم المطار في المنطقة - تورين كاسيلي - الرحلات الداخلية والدولية. يتمتع الإقليم بأطول شبكة طرق سريعة بين المناطق الإيطالية (حوالي 800 كم). تنتشر شبكة الطرق السريعة من تورين وتربطها بالمقاطعات الأخرى في الإقليم نفسه وكذلك مع الأقاليم الأخرى في إيطاليا. في عام 2001، كان عدد السيارات 623 لكل ألف نسمة وهو أعلى من المتوسط الوطني (575).
توظف صناعة السياحة في بِيمُنتة 75,534 شخصًا وتضم حاليًا 17,367 من الشركات العاملة في قطاعات الضيافة والمطاعم، و1,473 من الفنادق وأماكن الإقامة السياحية. يولد القطاع نحو 2,671 مليون يورو أي 3.3% من 80,196 مليون يورو والتي تمثل مجموع الإنفاق على السياحة في إيطاليا. تتمتع المنطقة تقريبًا بنفس المستوى من الشهرة بين الإيطاليين والزائرين من الخارج. في عام 2002، كان هناك 2,651,068 زائر؛ شكل الزوار الدوليون إلى بِيمُنتة في عام 2002 نحو 42% من إجمالي عدد السياح أي 1,124,696 شخص. المرافق التقليدية الرائدة في مجال السياحة في بِيمُنتة هي منطقة البحيرة «ريفييرا بِيمُنتة» التي تمثل 32.84% من المبيت الإجمالي، والمنطقة الحضرية لمدينة تورين التي تمثل 26.51%. استضافت تورين في عام 2006 دورة الألعاب الأولمبية الشتوية العشرين وفي 2007 اليونيفيرسيادي الثالث والعشرون. تميل السياحة في جبال الألب إلى التركيز على محطات قليلة متطورة مثل ألانيا فاليزيا وسيسترييري. حوالي عام 1980، أنشئ طريق غراندي ترافيرساتا ديلي ألبي لجذب المزيد من الانتباه إلى الوديان النائية قليلة السكان.
منذ عام 2006، استفادت بِيمُنتة من بداية حركة الأغذية البطيئة وفعاليات تيرا مادري (الأرض الأم) التي سلطت الضوء على القيمة الغنية الزراعية والكرمية لوادي بو وشمال إيطاليا. في نفس العام، تأسست وكالة بِيمُنتة للتصدير والاستثمار والسياحة من أجل تعزيز الدور الدولي للمنطقة وإمكاناتها. كانت أول مؤسسة إيطالية تجمع كافة الأنشطة التي تقوم بها المنظمات المحلية القائمة لتعمل على تدويل الإقليم.

## الديموغرافيا
الكثافة السكانية في بِيمُنتة أقل من المعدل الوطني. كانت الكثافة في عام 2008 174 نسمة/كم2 بينما المعدل الوطني حوالي 200 نسمة/كم2. ومع ذلك ترتفع الكثافة السكانية إلى 335 نسمة/كم2 في مقاطعة تورين، بينما فيربانو كوسيو أوسولا هي أقل مقطاعة من حيث الكثافة السكانية (72 نسمة/كم2). تراجع تعداد سكان بِيمُنتة منذ الثمانينيات. يعود هذا الانخفاض إلى التوازن السلبي الطبيعي (حوالي 3-4% سنويًا)، في حين نما ميزان الهجرة منذ عام 1986 ليصبح إيجابيًا بسبب فائض الهجرة الجديدة على الهجرة من الإقليم. ظل تعداد السكان ككل مستقرًا في التسعينيات رغم أن هذا نتيجة للتوازن الطبيعي السلبي وإيجابي الهجرة الصافية.
نمت منطقة تورين الحضرية بسرعة في الخسمينيات والستينيات بسبب زيادة المهاجرين من جنوب إيطاليا، ويبلغ تعداد سكانها اليوم حوالي مليوني نسمة. اعتبارًا من عام 2008، تشير تقديرات المعهد الوطني الإيطالي للإحصاءات إلى أن 310,543 من المهاجرين المولودين في الخارج يعيشون في بِيمُنتة، أي ما يعادل 7.0% من مجموع سكان المنطقة.

## التعليم
يرتكز اقتصاد بِيمُنتة على التاريخ الغني لدعم الدولة للتفوق في مجال التعليم العالي بما في ذلك بعض الجامعات الرائدة في إيطاليا. وادي بِيمُنتة هو موطن لجامعة تورين الشهيرة وجامعة البوليتكنيك في تورين وفي الآونة الأخيرة جامعة شرقي بِيمُنتة.

## معرض الصور

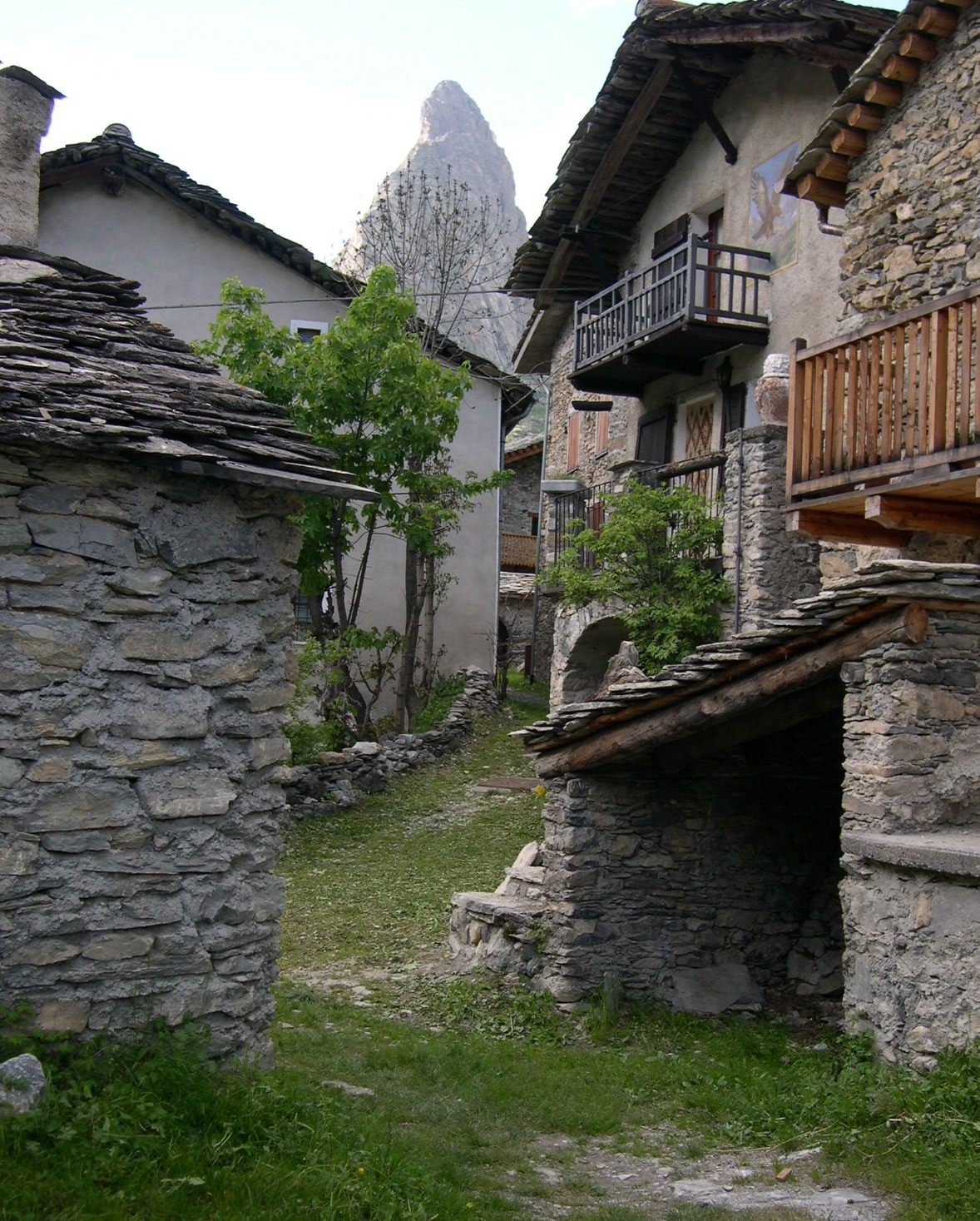
أتشيليو
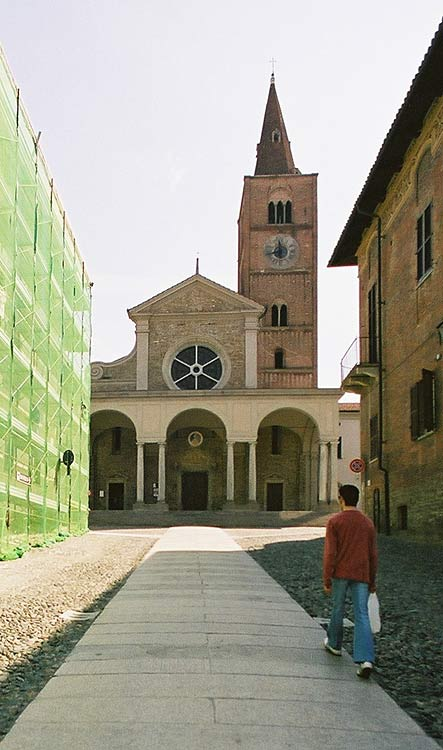
أكوي تيرمي
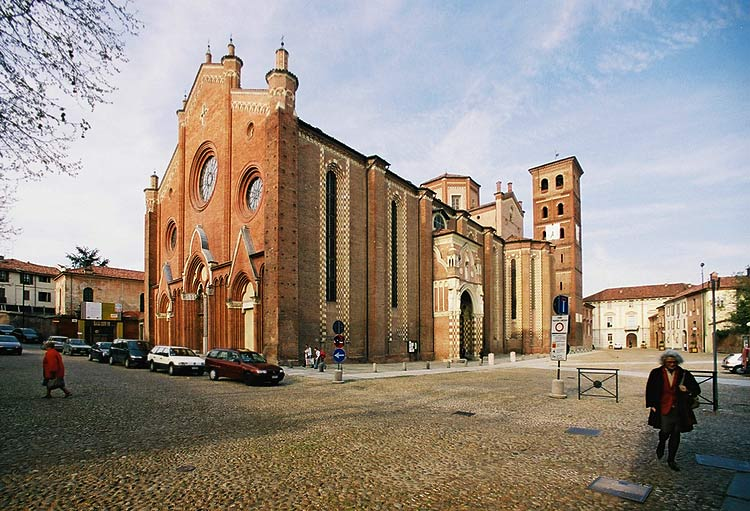
أستي
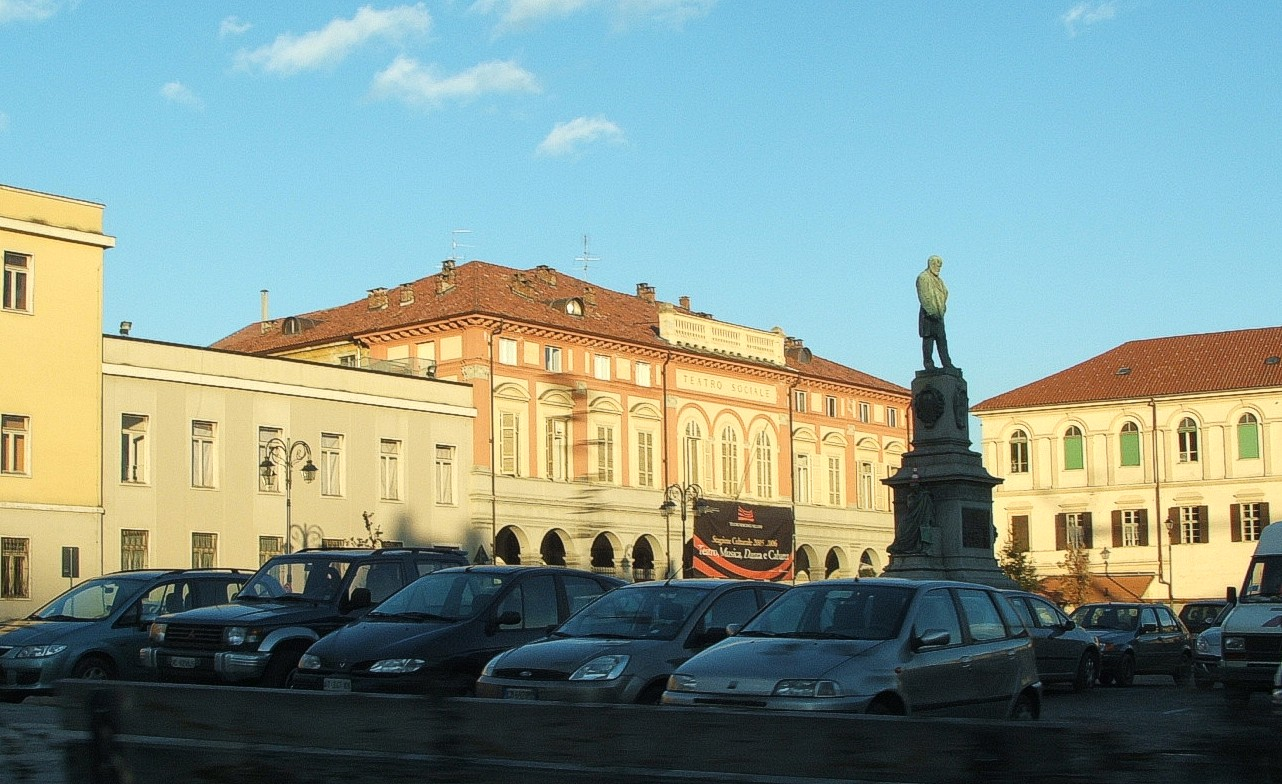
بييلا
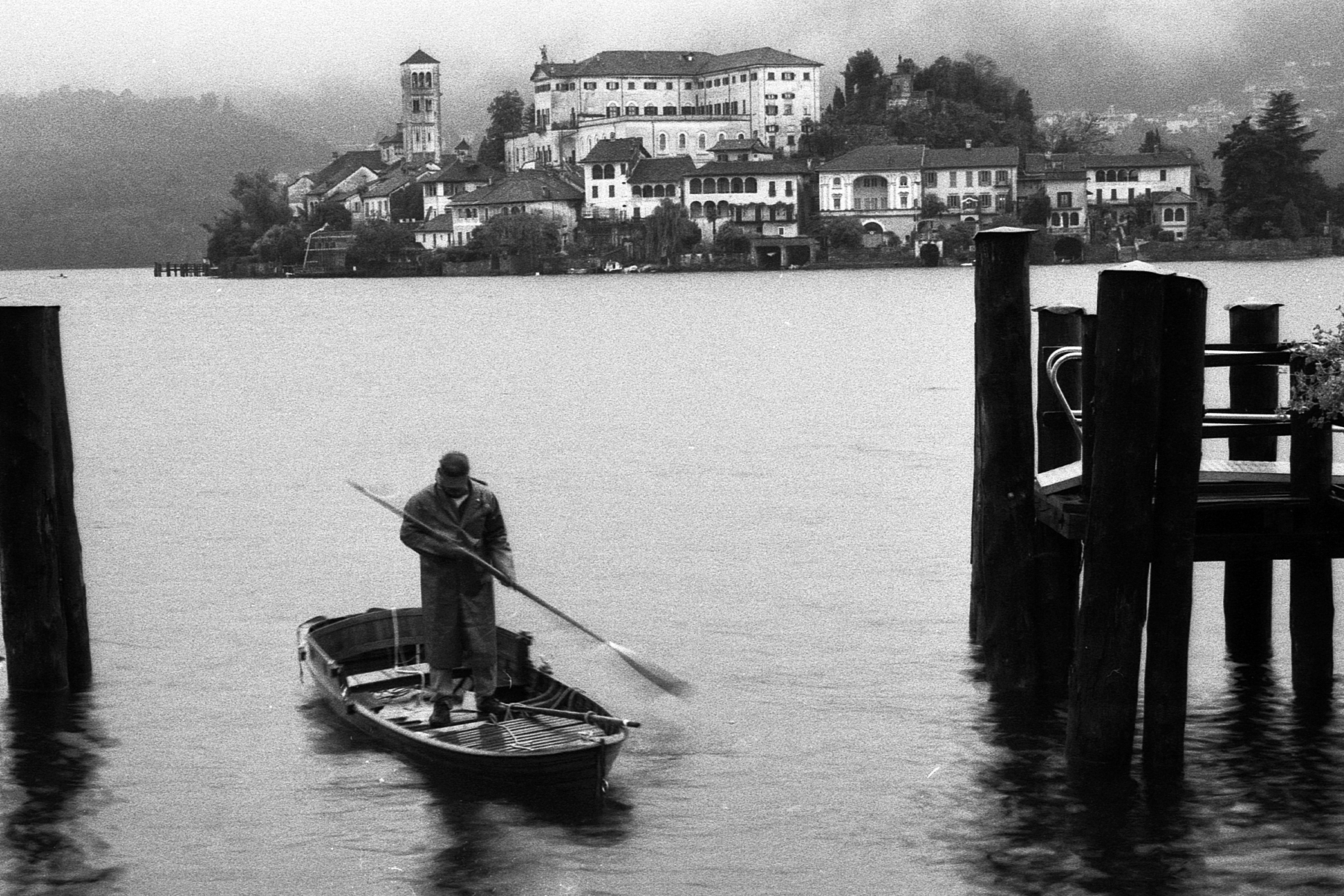
جزيرة سان جوليو
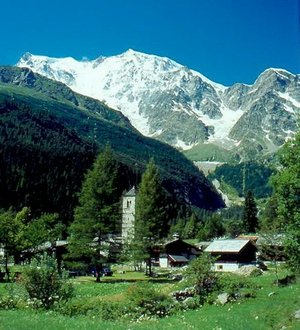
ماكونياغا
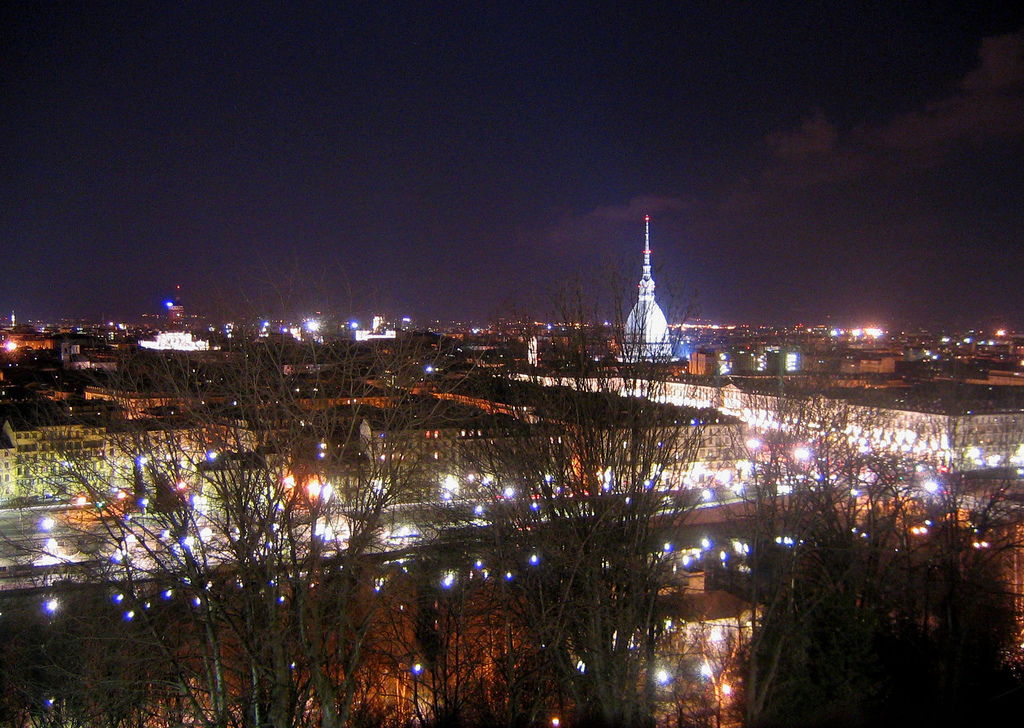
تورين
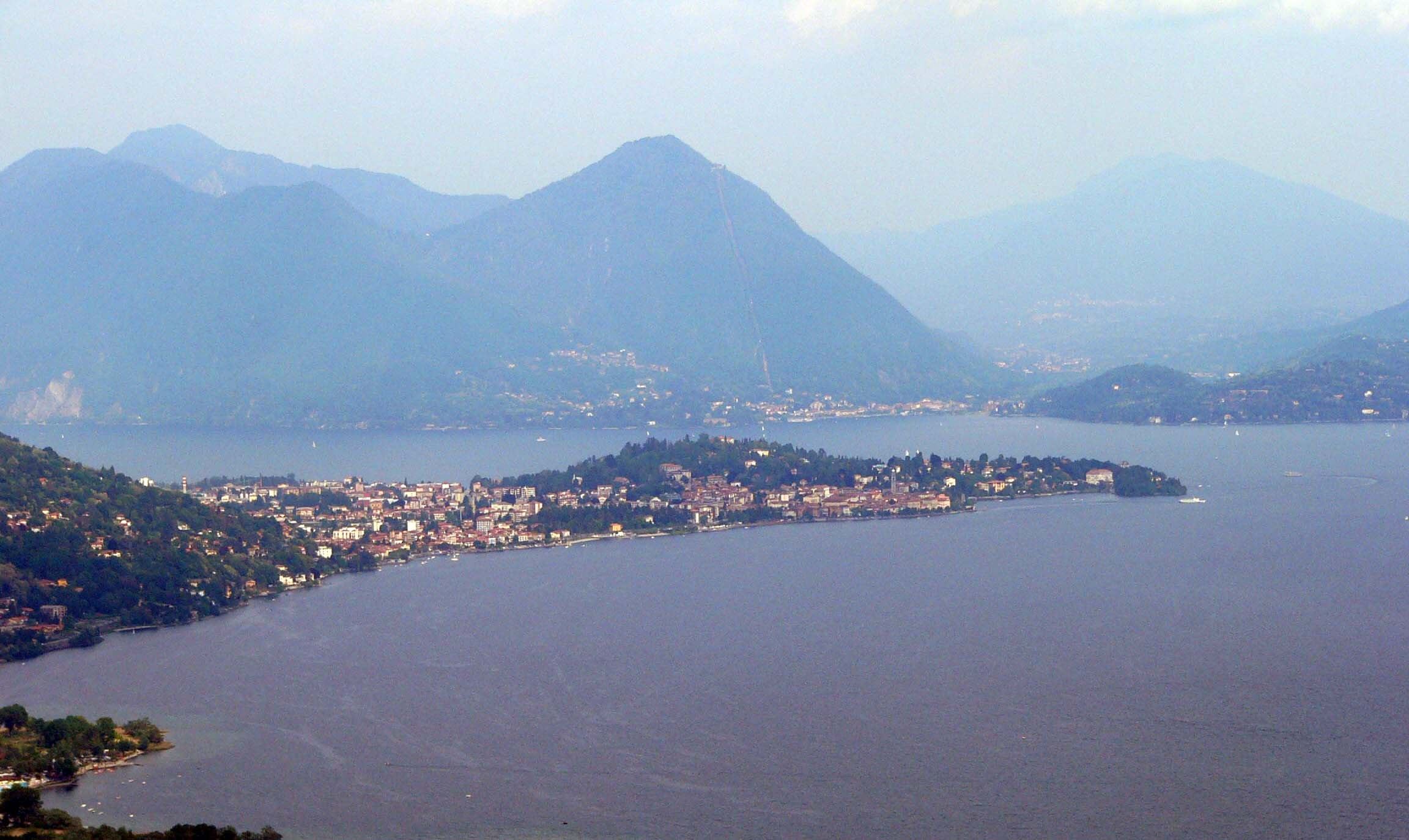
فربانيا
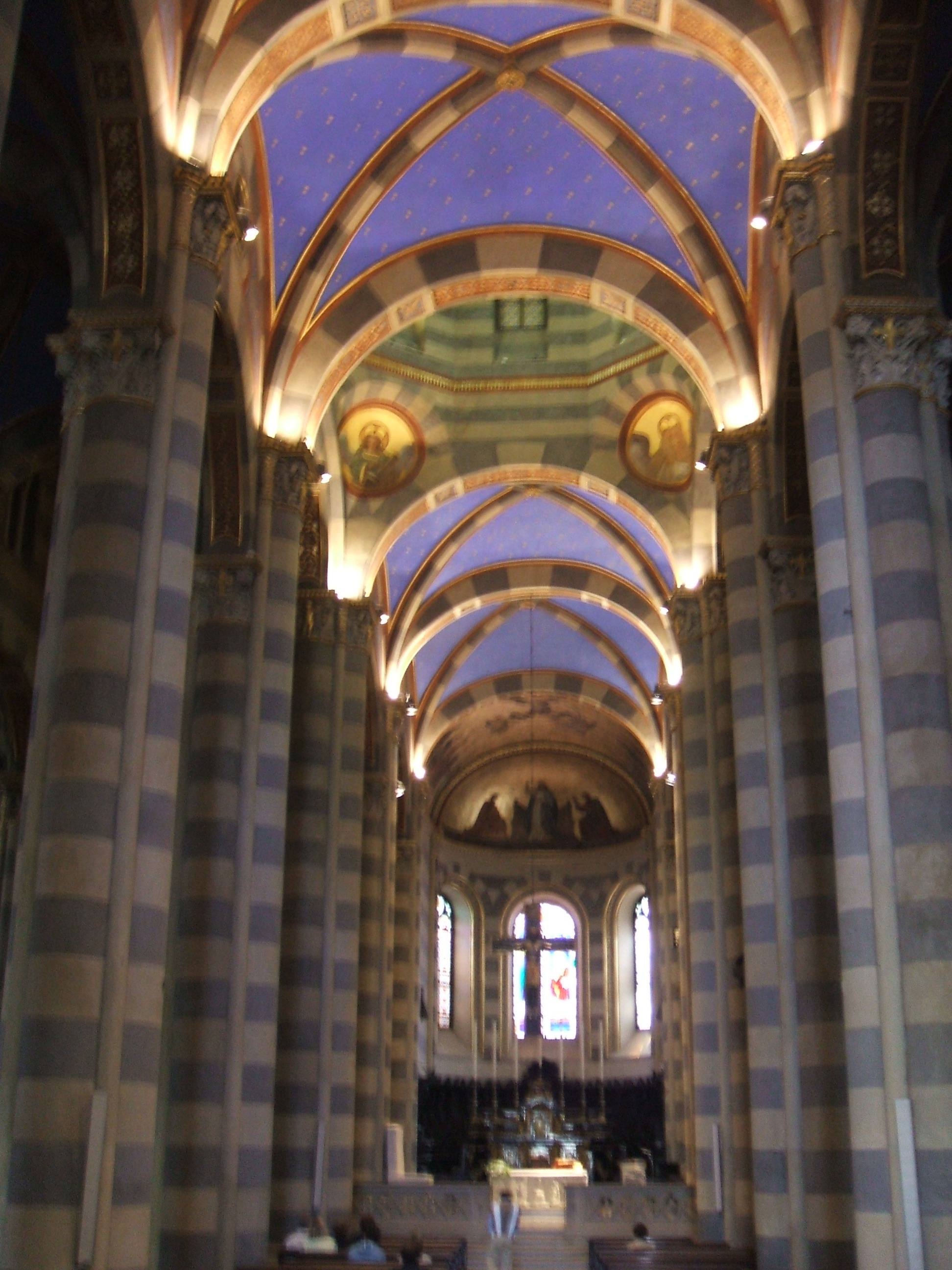
Duomo di Casale Monferrato.

## اقرأ أيضا
- درونيرو